# Атлас Канады
Атлас Канады (англ. Atlas of Canada) — интернет-атлас, публикующийся Министерством Природных ресурсов Канады (англ. Natural Resources Canada) и содержащий сведения о каждом населённом пункте Канады.
Первоначально выпускался в печатном виде. Первый раз был опубликован в 1906 году географом Джеймс Уайтом и командой из двадцати картографов.
Форма использования атласа аналогична Google Earth. Большинство геопространственных данных также свободно для скачивания и некоммерческого использования с сайта Atlas of Canada или с GeoGratis.
Кроме того, атлас содержит статистические и исторические сведения по следующим темам:
- Батиметрические районы
- Береговая линия
- Ледники
- Озёра Канады
- Горы Канады
- Национальные парки Канады
- Парки и окружающая среда
- Реки Канады
- Морские острова
- Водопады
- Погода